# Guatemala ai Giochi olimpici
Il Guatemala ha partecipato per la prima volta ai Giochi olimpici nel 1952.
Ai Giochi di Londra 2012 il Guatemala ha conquistato la sua prima medaglia olimpica, l'argento di Erick Barrondo nella 20 km di marcia.
Il Comitato Olimpico Guatemalteco venne creato e riconosciuto dal CIO nel 1947.

## Medaglieri

### Medaglie alle Olimpiadi estive
| Giochi                 | Oro              | Argento          | Bronzo           | Totale           |
| ---------------------- | ---------------- | ---------------- | ---------------- | ---------------- |
| 1952 Oslo              | 0                | 0                | 0                | 0                |
| 1956 Melbourne         | non partecipante | non partecipante | non partecipante | non partecipante |
| 1960 Roma              | non partecipante | non partecipante | non partecipante | non partecipante |
| 1964 Tokyo             | non partecipante | non partecipante | non partecipante | non partecipante |
| 1968 Città del Messico | 0                | 0                | 0                | 0                |
| 1972 Monaco            | 0                | 0                | 0                | 0                |
| 1976 Montreal          | 0                | 0                | 0                | 0                |
| 1980 Mosca             | 0                | 0                | 0                | 0                |
| 1984 Los Angeles       | 0                | 0                | 0                | 0                |
| 1988 Seul              | 0                | 0                | 0                | 0                |
| 1992 Barcellona        | 0                | 0                | 0                | 0                |
| 1996 Atlanta           | 0                | 0                | 0                | 0                |
| 2000 Sydney            | 0                | 0                | 0                | 0                |
| 2004 Atene             | 0                | 0                | 0                | 0                |
| 2008 Pechino           | 0                | 0                | 0                | 0                |
| 2012 Londra            | 0                | 1                | 0                | 1                |
| 2016 Rio               | 0                | 0                | 0                | 0                |
| 2020 Tokyo             | 0                | 0                | 0                | 0                |
| 2024 Parigi            | 1                | 0                | 1                | 2                |
| Totale                 | 1                | 1                | 1                | 3                |

#### Medagliati
| Medaglia | Atleta                    | Edizione    | Sport            | Evento       |
| -------- | ------------------------- | ----------- | ---------------- | ------------ |
| Argento  | Erick Barrondo            | Londra 2012 | Atletica leggera | Marcia 20 km |
| Bronzo   | Jean Pierre Brol Cardenas | Parigi 2024 | Tiro al volo     | Trap         |
| Oro      | Adriana Ruano Oliva       | Parigi 2024 | Tiro al volo     | Trap         |

### Medaglie alle Olimpiadi invernali
| Giochi              | Oro              | Argento          | Bronzo           | Totale           |
| ------------------- | ---------------- | ---------------- | ---------------- | ---------------- |
| 1988 Calgary        | 0                | 0                | 0                | 0                |
| 1992 Albertville    | non partecipante | non partecipante | non partecipante | non partecipante |
| 1994 Lillehammer    | non partecipante | non partecipante | non partecipante | non partecipante |
| 1998 Nagano         | non partecipante | non partecipante | non partecipante | non partecipante |
| 2002 Salt Lake City | non partecipante | non partecipante | non partecipante | non partecipante |
| 2006 Torino         | non partecipante | non partecipante | non partecipante | non partecipante |
| 2010 Vancouver      | non partecipante | non partecipante | non partecipante | non partecipante |
| 2014 Sochi          | non partecipante | non partecipante | non partecipante | non partecipante |
| 2018 PyeongChang    | non partecipante | non partecipante | non partecipante | non partecipante |
| 2022 Pechino        | non partecipante | non partecipante | non partecipante | non partecipante |
| Totale              | 0                | 0                | 0                | 0                |